# Estadio Bellavista
El estadio Bellavista es un estadio de fútbol de Ecuador. Está ubicado entre las Avdas. Bolivariana y Bellavista de la ciudad de Ambato a 2620 m s. n. m. Su capacidad es para 16 467 espectadores, y allí juega como local el Club Deportivo Macará y el Club Técnico Universitario, equipos de la Serie A del fútbol ecuatoriano.

## Historia
Fue inaugurado el 24 de julio de 1945. Cuatro años más tarde, el 5 de agosto de 1949, este escenario sufrió las consecuencias de un terremoto que azotó a la provincia de Tungurahua (con su epicentro en el fundo Chacauco, propiedad de la familia Alvarado Flores, en Pelileo). El estadio fue restaurado, reconstruido y remodelado sobre las estructuras que se salvaron del episodio y, un año después, el 24 de julio de 1950, fue reinaugurado. Para los Juegos Bolivarianos de Ambato, Cuenca y Portoviejo en 1985 se instaló un marcador electrónico de fabricación húngara Electroimpex y en 1995 se instaló las cuatro torres de iluminación jugándose el Cuadrangular Internacional de Las Luces entre los equipos de Macará, Técnico Universitario, Liga de Quito y Deportivo Cali, el campeón fue Macará.
Este estadio fue una de las sedes de la Copa América Ecuador 1993, y se disputaron allí partidos entre Uruguay, Estados Unidos y Venezuela.
Este estadio ha sido acogedor de torneos internacionales, es así que en dos ocasiones recibió la participación de la Copa Libertadores de América en los años 78/80, también se jugó Copa Conmebol en el año 1997 cuyo representante fue Técnico Universitario equipo de fútbol de la localidad; además en el año 2018 se jugó la Primera Fase de la Copa Libertadores de América y en el año 2019 se jugará la Copa Sudamericana cuyo representante es el Club Social y Deportivo Macará fundado en la ciudad de Ambato en 1939.
En 2001 con apariencia renovada, en este estadio allí se jugaron cuatro partidos de la primera ronda del Campeonato Sudamericano Sub-20 Ecuador 2001: entre Ecuador (país anfitrión), Venezuela, Perú, Paraguay y Brasil.
En 2007 con apariencia renovada, También en este estadio allí se jugaron cuatro partidos de la primera ronda del Campeonato Sudamericano Sub-17 Ecuador 2007: entre Ecuador (como anfitrión), Bolivia, Brasil, Perú y Chile.
En 2011 con apariencia renovada, También en este estadio allí se jugaron cuatro partidos de la primera ronda del Campeonato Sudamericano Sub-17 Ecuador 2011, entre las selecciones de Ecuador (como anfitrión), Perú, Bolivia, Uruguay y Argentina.
Acerca de competencias deportivas, este estadio acogió los X Juegos Bolivarianos Ambato, Cuenca y Portoviejo 1985 y los XV Juegos Bolivarianos Ambato 2001, y a nivel nacional, fue sede de los VII Juegos Deportivos Nacionales Ambato 1992.
El estadio también desempeña un importante papel en el fútbol local, ya que los clubes ambateños como Macará, Técnico Universitario, América de Ambato, Brasil, Libertad, Tungurahua Sporting Club, Universidad Tecnológica Indoamérica, Mushuc Runa Sporting Club, Liga Deportiva Universitaria, Espoli y Olmedo de Riobamba (provisional) hacían y/o hacen de locales en este escenario deportivo.
Asimismo, este local deportivo es sede de distintos eventos deportivos a niveles provincial y local (que también suelen realizarse en la Pista Atlética Huachi-Loreto y el estadio Neptalí Barona de Ambato), así como es escenario para varios eventos de tipo cultural, especialmente conciertos musicales (que también se realizan en el Coliseo de Deportes de la ciudad, en el Coliseo Polideportivo Iván Vallejo y en la Plaza de Toros Ambato).
El 17 de diciembre de 2021 se anunció una alianza comercial con la Universidad Indoamérica, de esta manera el estadio pasó a llamarse desde la temporada 2022 como estadio Bellavista Universidad Indoamérica.

## Partidos en el estadio Bellavista de Ambato

### Partidos de la Copa América Ecuador 1993
En el estadio Bellavista se jugaron los siguientes partidos:
| 16 de junio de 1993 | Uruguay      | 1:0 (0:0) | Estados Unidos |                                                                   |                                                                   |
|                     | Ostolaza 50' |           |                | Asistencia: 25 000 espectadores Árbitro(s): Alberto Tejada (Perú) | Asistencia: 25 000 espectadores Árbitro(s): Alberto Tejada (Perú) |

| 19 de junio de 1993 | Uruguay                      | 2:2 (1:1) | Venezuela                |                                                                  |                                                                  |
|                     | Saralegui 23' · Kanapkis 79' |           | Dolgetta 10' · Rivas 72' | Asistencia: 15 000 espectadores Árbitro(s): Pablo Peña (Bolivia) | Asistencia: 15 000 espectadores Árbitro(s): Pablo Peña (Bolivia) |

### Partidos del Sudamericano Sub-20 Ecuador 2001
En el estadio Bellavista se jugaron los siguientes partidos:
| 15 de enero de 2001 | Paraguay | 1:0 | Brasil |                                 |                                 |
| 18:30               |          |     |        | Asistencia: 25 000 espectadores | Asistencia: 25 000 espectadores |

| 15 de enero de 2001 | Perú | 0:2 | Ecuador |                                 |  |
|                     |      |     |         | Asistencia: 25 000 espectadores |  |

| 21 de enero de 2001 | Venezuela | 1:3 | Paraguay |                                 |  |
|                     |           |     |          | Asistencia: 25 000 espectadores |  |

| 21 de enero de 2001 | Ecuador | 0:1 | Brasil |                                 |  |
|                     |         |     |        | Asistencia: 25 000 espectadores |  |

### Partidos del Sudamericano Sub-17 Ecuador 2007
En el estadio Bellavista se jugaron los siguientes partidos:
| 8 de marzo de 2007 | Bolivia                               | 2:7 (1:4) | Brasil                                                                 |                                                                        |                                                                        |
|                    | Pablo Zabala 38' · Diego Suárez 90+1' |           | Fellipe 16' · Fabio 21' · Lulinha 29', 45', 65' (pen.), 84' · Alex 49' | Asistencia: 25 000 espectadores Árbitro(s): Gabriel Favale (Argentina) | Asistencia: 25 000 espectadores Árbitro(s): Gabriel Favale (Argentina) |

| 8 de marzo de 2007 | Perú              | 1:3 (0:0) | Chile                                               |                                                                          |                                                                          |
|                    | Luis Trujillo 80' |           | Miguel Escalona 47' · Danilo Bustos 72', 88' (pen.) | Asistencia: 25 000 espectadores Árbitro(s): Hernando Buitrago (Colombia) | Asistencia: 25 000 espectadores Árbitro(s): Hernando Buitrago (Colombia) |

| 10 de marzo de 2007 | Ecuador | 0:0 | Perú |                                                                      |  |
|                     |         |     |      | Asistencia: 25 000 espectadores Árbitro(s): Líber Prudente (Uruguay) |  |

| 10 de marzo de 2007 | Brasil                  | 2:0 (2:0) | Chile |                                                                      |                                                                      |
|                     | Maicon 9' · Fellipe 42' |           |       | Asistencia: 20 000 espectadores Árbitro(s): Antonio Arias (Paraguay) | Asistencia: 20 000 espectadores Árbitro(s): Antonio Arias (Paraguay) |

### Partidos del Sudamericano Sub-17 Ecuador 2011
En el estadio Bellavista se jugaron los siguientes partidos:
| 15 de marzo de 2011, 17:00 | Ecuador     | 1:1 (0:0) | Perú     |                                                                     |                                                                     |
|                            | Sornoza 47' |           | Polo 58' | Asistencia: 20 000 espectadores Árbitro(s): Héctor Parra (Colombia) | Asistencia: 20 000 espectadores Árbitro(s): Héctor Parra (Colombia) |

| 15 de marzo de 2011, 19:10 | Bolivia | 0:2 (0:2) | Uruguay         |                                                                       |                                                                       |
|                            |         |           | Mascia 17', 27' | Asistencia: 20 000 espectadores Árbitro(s): Julio Quintana (Paraguay) | Asistencia: 20 000 espectadores Árbitro(s): Julio Quintana (Paraguay) |

| 24 de marzo de 2011, 17:00 | Uruguay | 0:3 (0:1) | Perú                                  |                                                                      |                                                                      |
|                            |         |           | Flores 38' · Benincasa 50' · Polo 66' | Asistencia: 20 000 espectadores Árbitro(s): Mayker Gómez (Venezuela) | Asistencia: 20 000 espectadores Árbitro(s): Mayker Gómez (Venezuela) |

| 24 de marzo de 2011, 19:10 | Argentina                      | 2:0 (0:0) | Ecuador |                                                                       |                                                                       |
|                            | Pinto 53' (pen.) · Benítez 71' |           |         | Asistencia: 15 000 espectadores Árbitro(s): Julio Quintana (Paraguay) | Asistencia: 15 000 espectadores Árbitro(s): Julio Quintana (Paraguay) |